# Epistaxi
L'epistaxi és el nom mèdic de l'hemorràgia procedent de l'interior del nas. La sang també pot fluir cap a l'estómac i provocar nàusees i vòmits. En casos més greus, pot sortir sang per les dues fosses nasals. Poques vegades el sagnat pot ser tan important que es produeixi una pressió arterial baixa. Poques vegades la sang pot pujar pel conducte nasolacrimal i sortir per l'ull.
Entre els factors de risc s'inclouen traumes, com ara ficar-se el dit al nas, anticoagulants, hipertensió arterial, alcoholisme, al·lèrgies estacionals, temps sec i glucocorticoides inhalats. Hi ha dos tipus: l'anterior, que és la forma més comuna; i la posterior, que és menys freqüent però més greu. Les hemorràgies nasals anteriors generalment es produeixen en el plexe de Kiesselbach, mentre que les hemorràgies posteriors es produeixen generalment per l'artèria esfenopalatina. El diagnòstic és per observació directa.
La prevenció pot incloure l'ús de parafina al nas. Inicialment, el tractament es fa generalment aplicant pressió durant almenys cinc minuts sobre la meitat inferior del nas. Si això no és suficient, es pot utilitzar un tamponament nasal. L'àcid tranexàmic també pot ser útil. Si es continuen els episodis de sagnat, es recomana una rinoscòpia.
Al voltant del 60% de les persones tenen hemorràgia nasal en algun moment de la seva vida. Al voltant del 10% de les hemorràgies nasals són greus. Les hemorràgies nasals poques vegades són mortals, representant només 4 dels 2,4 milions de morts als Estats Units el 1999. Les hemorràgies nasals afecten amb més freqüència aquells menors de 10 anys i majors de 50 anys.

## Tractament

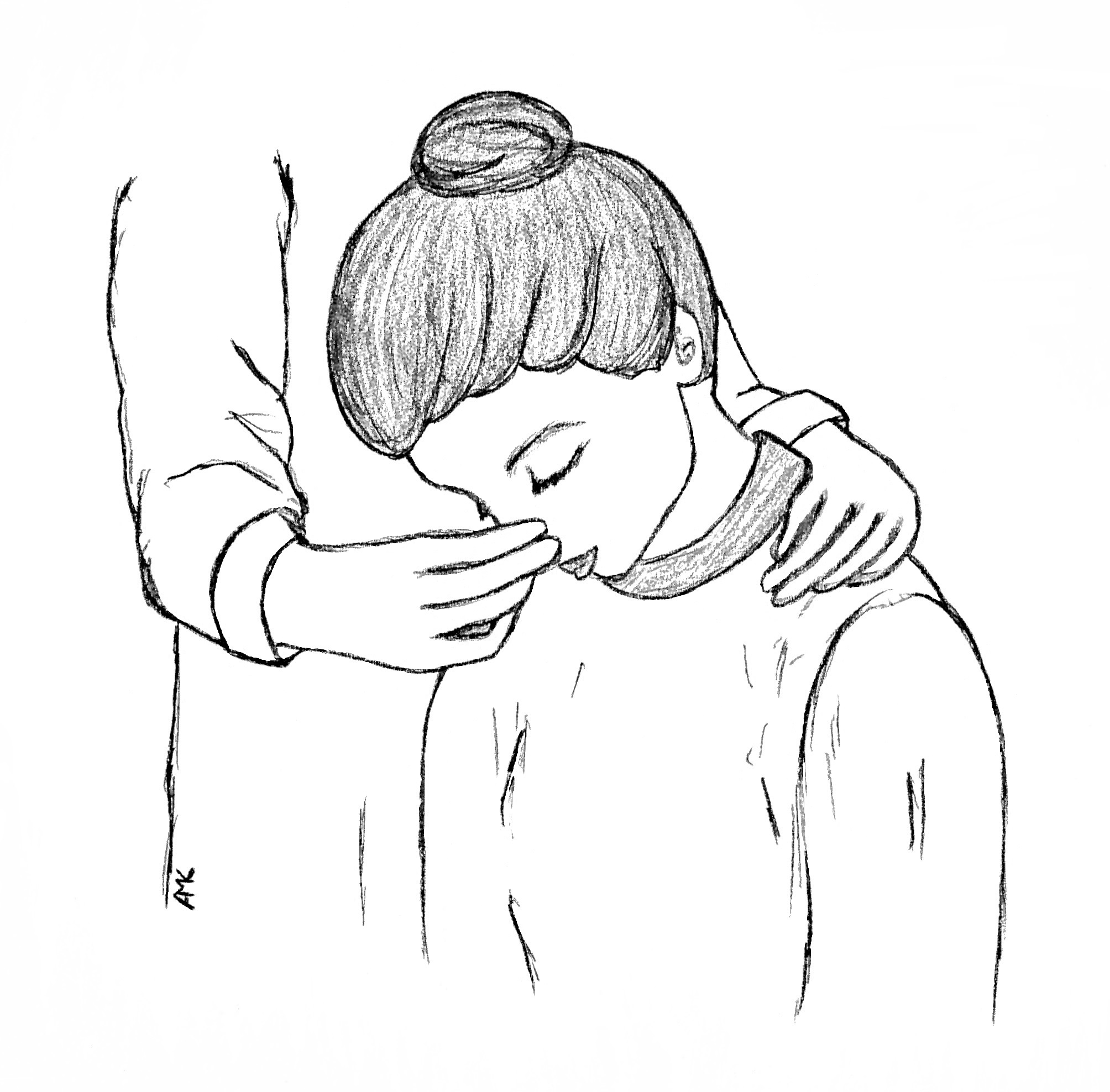

De l'epistaxi anterior, que és la més freqüent, és estar dret (o assegut), i prémer fent pinça amb els dits el nas en la seva part cartilaginosa, col·locant els dits paral·lelament just on acaba la vora dels ossos propis del nas, i durant uns 10-12 minuts, després deixar anar-los a poc a poc. No s'ha d'inclinar el cap enrere, ja que això produiria el pas de la sang a la gola. Si surt en gran quantitat, el metge pot tapar la part anterior de les vies nasals amb benes.

### Cauterització química
Aquest mètode consisteix a aplicar un producte químic com el nitrat de plata a la mucosa nasal (mitjançant un palet o Argenpal®), que crema i segella el sagnat. Finalment, el teixit nasal al qual s'aplica la substància química patirà una necrosi. Aquesta forma de tractament és la millor per a hemorràgies lleus, que són clarament visibles i especialment en nens. Normalment s'aplica un anestèsic tòpic (com la lidocaïna) abans de la cauterització.

### Tamponament nasal

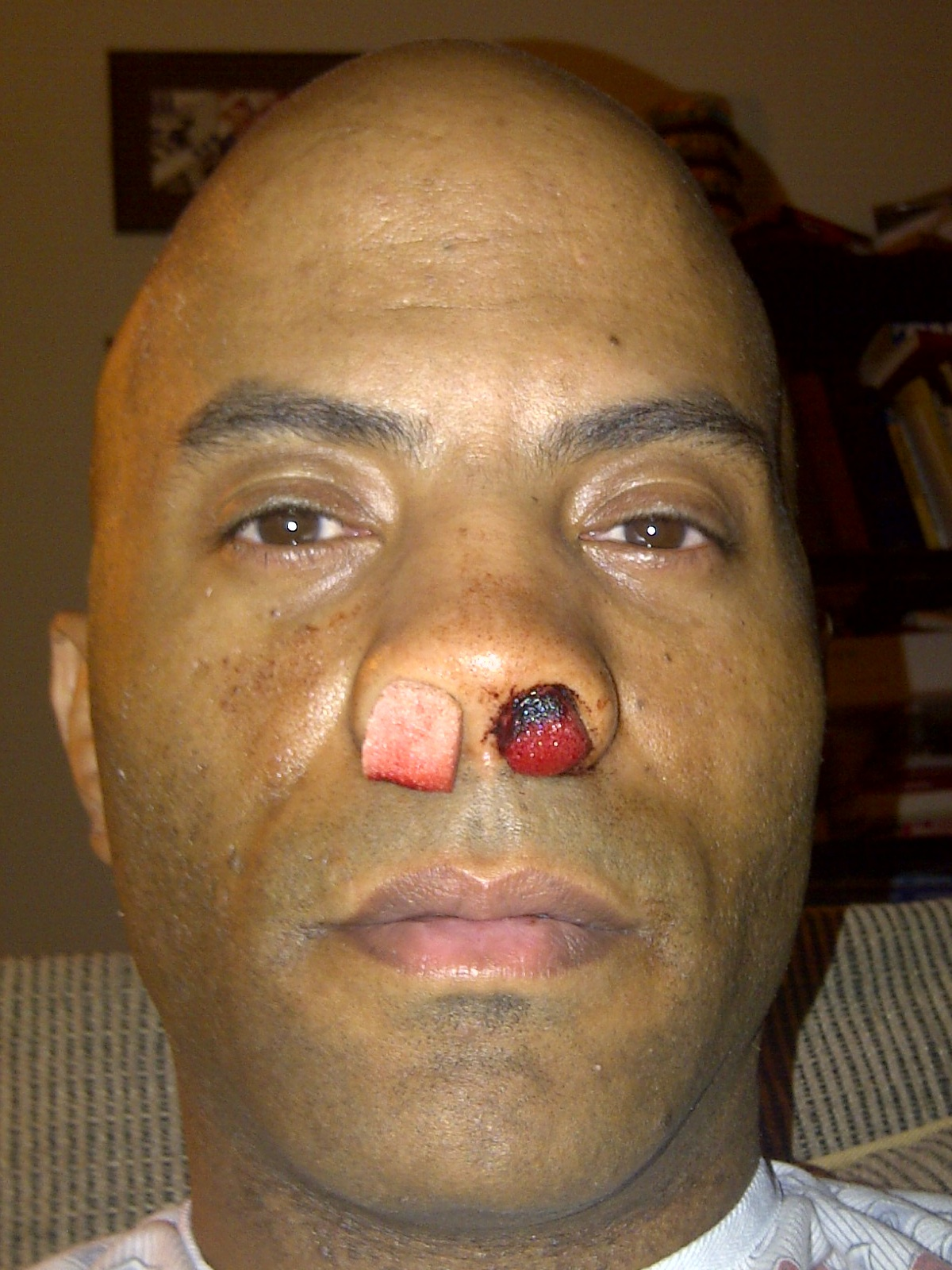
Després del tamponament nasal

Si la pressió i la cauterització química no poden aturar el sagnat, el tamponament nasal és el principal element del tractament. Hi ha diverses formes de tamponament nasal: el nasal anterior i el posterior. Tradicionalment, el tamponament nasal consisteix wn col·locar gasa dins del nas, exercint així pressió sobre els vasos sagnants i aturant el sagnat. En moltes ocasions la forma tradicional de gasa s'ha substituït per productes com Merocel®.